# 毛林河

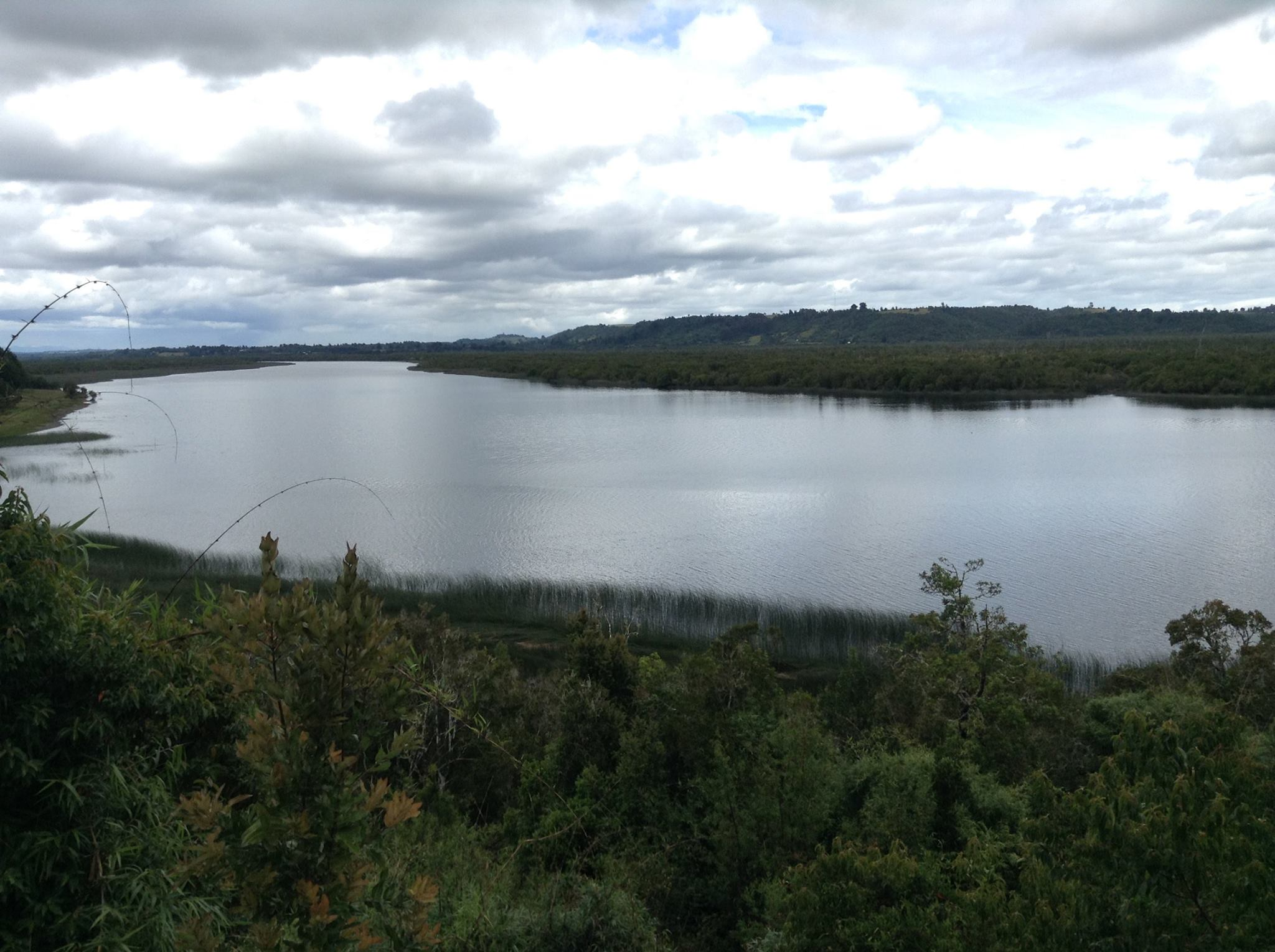
毛林河

毛林河（西班牙語：Río Maullín）是智利的河流，位於該國中部，由湖大區負責管轄，河道全長85公里，集水區面積3,972平方公里，發源自延基韋湖，最終注入太平洋。